# Sigleß
Sigleß (fino al 1937 Siegleß) è un comune austriaco di 1 186 abitanti nel distretto di Mattersburg, in Burgenland.